# Katra Solopuro
Katra Anniina Solopuro (född 10 augusti 1984 i Tammerfors) är en finländsk sångerska, känd som sångare i symphonic gothic metal-bandet Katra.